# Poetski prozor u svijet
Poetski prozor u svijet, hrvatski glazbeno-poetski susret umjetnika. Održava se od 2017. godine. Organizator, idejni začetnik je počasni predsjednik Hrvatskog književnog društva Valerio Orlić te Hrvatsko književno društvo. Međunarodnog je karaktera. Na njemu su uz autore iz Hrvatske sudjelovali autori iz Njemačke, Švicarske, Ukrajine, Poljske, Rusije, Italije, Velike Britanije, USA, Kanade, Slovenije, Srbije, Crne Gore, Makedonije, Bosne i Hercegovine, Bugarske, Albanije i inih. Organizatorov je moto "kultura ne poznaje granice - ona je univerzalna".

## Vanjske poveznice
- Valerio Orlić na Facebooku